# Ramón Barea
Ramón Barea Monge (Bilbao, 13 luglio 1949) è un attore e drammaturgo spagnolo.

## Biografia
Come regista ha debuttato nel 1996 con il cortometraggio Goodbye Toby, addio, selezionato per la Settimana della critica del Festival di Cannes, dove ha partecipato anche col suo secondo cortometraggio Dead of Love. Come regista di lungometraggi, ha debuttato nel 1999 con Pecata minuta, con Elena Irureta e Mariví Bilbao. Il film successivo che ha diretto è stato The Pedal Car, nel 2004, con Álex Angulo, un attore con cui ha lavorato in numerose occasioni; Questa produzione, che ha ricevuto vari premi ai festival, ha la particolarità che parte dei dialoghi si svolgono in lingua internazionale esperanto. Ha realizzato documentari su arti dello spettacolo e processi di lavoro teatrale con la Compagnia Ur.
Tra i premi ricevuti, una menzione speciale viene fatta all'Ibero-American Film Festival di Huelva per En la puta calle (1997), di Enrique Gabriel e il premio al Festival du Cinéma Espagnol di Tolosa Midi-Pirenei per The pedal car nel 2004, diretto da solo. In teatro ha ricevuto in 5 occasioni il Premio Ercilla del critico di Bilbao, per diverse sue opere come regista e Rosa Aguirre, Txema Zubía e EAB come attore, tra gli altri. Ha recitato sul palcoscenico degli Oscar con la sua partecipazione al cortometraggio di Borja Cobeaga.
Nel 2013 ha ricevuto il National Theatre Award "per la sua vasta carriera come uomo di teatro integrale, in cui ha sviluppato tutte le sfaccettature in questo settore".

## Filmografia parziale
- Azione mutante (Acción mutante), regia di Álex de la Iglesia (1993)
- La comunidad - Intrigo all'ultimo piano (La comunidad), regia di Álex de la Iglesia (2000)
- Torremolinos 73 - Ma tu lo faresti un film porno?, regia di Pablo Berger (2003)
- Blancanieves, regia di Pablo Berger (2012)
- The Queen of Spain (La reina de España), regia di Fernando Trueba (2016)
- Il guardiano invisibile (El guardián invisible), regia di Fernando González Molina (2017)
- Abracadabra, regia di Pablo Berger (2017)
- Tutti lo sanno (Todos lo saben), regia di Asghar Farhadi (2018)
- Il matrimonio di Rosa (La boda de Rosa), regia di Icíar Bollaín (2020)
- Voces, regia di Angel Gomez Hernandez (2020)